# Seydel (1810–1867)
Seydel (* 1810; † Januar 1867 in Grünberg) war ein deutscher Richter und Politiker.

## Leben
Seydel studierte Rechtswissenschaft und war von 1844 bis 1845 Kammergerichtsassessor in Namslau und von 1845 bis 1852 Landgerichtsrat. Zwischen 1852 und 1854 war er Stadt- und Landgerichtsrat in Bunzlau, bevor er von 1854 bis 1865 als Kreisgerichtsrat am Kreisgericht Grünberg wirkte. 1865 trat er in den Ruhestand, den er bis zuletzt in Grünberg verlebte.
Vom 19. April 1849 (für Ernst Kunth) bis zum 17. Mai 1849 vertrat er den Wahlkreis 7. Provinz Schlesien (Bunzlau) in der Frankfurter Nationalversammlung. Im Parlament blieb er fraktionslos und stimmte mit dem Rechten (Zentrum).